# Sascha Gutzeit
Sascha Gutzeit (* 8. Januar 1972 in Wuppertal) ist ein deutscher Musiker, Texter, Komponist, Sprecher, Maler, Schauspieler und Buchautor. Er lebt mit seiner Frau und seinen Söhnen in Blasbach.

## Wirken
Gutzeit schreibt Kriminalgeschichten, Songs, Hörspiele sowie Ein-Mann-Theaterstücke und Musikrevuen. Zudem komponiert er Hörspiel- und Filmmusik und arbeitet als Sprecher. Er steht als Darsteller, Sänger, Kabarettist und Vorleser auf der Bühne und absolviert jährlich etwa einhundert Auftritte.
Seit seiner Debüt-CD „Feinripp“ 1993 veröffentlichte er zehn Musikalben mit eigenen Songs, die zum Teil auch Soundtracks zu seinen Bühnenstücken sind. 1999 spielte er in der „Rocky Beach Radio Show“ des Europa-Verlags (Sony BMG) vier Songs zum Thema „Die drei Fragezeichen“. 2005 erreichte sein Lied „Ich bin die Vorgruppe“ die der Top 10 der „Liederbestenliste“.
Gutzeit ist Mitbegründer des „Vollplaybacktheaters“, bei dem er von 1997 bis 2000 die Rolle des „Bob Andrews“ spielte. Im Jahre 1999 gründete er zusammen mit Nikolaus Hartmann den Hörspielverlag „Meteor“. Er schrieb Hörspielmanuskripte sowie Hörspielmusik, vertonte u. a. Kai Meyers Jugendbuchreihe „Die Sieben Siegel“ und schrieb dreißig Folgen der Hörspielsatire „Die drei @@@ und ihre 5-Minuten-Fälle“, für die er auch diverse Rollen einsprach.
Gutzeit arbeitete mit verschiedenen Schauspielern und Synchronsprechern zusammen. 2005 schrieb, komponierte und inszenierte er ein Musical über Wuppertal, das er zusammen mit Stimmen spielte und in dem er alle Rollen sang. Im selben Jahr bekam er den Publikumspreis der „Hoyschrecke“ verliehen.
2010 wurde Gutzeits Musiktheaterstück „Monster of Rock“ uraufgeführt, in dem er alle Rollen selbst spielte. 2011 erschien sein Buch „Doktor Schock“, in dem drei satirische Kurzgeschichten rund um den Bösewicht aus „Monster of Rock“ enthalten sind. Im Herbst 2012 führte er erstmals das Kindertheaterstück „Herr Schrubb und sein Zahnputzabenteuer“ auf, in dem er die Rolle einer singenden Zahnbürste spielt. Im Stück sowie in den dazugehörigen Lieder thematisiert Gutzeit Zahnprophylaxe und gesunde Ernährung.

## Kommissar Engelmann
2011 erfand Gutzeit die Figur des „Kommissar Heinz Engelmann“ für seine musikalische Ein-Mann-Kriminalkomödie Der Mörder ist immer der Täter. Das Stück wurde im Oktober 2012 erstmals beim Gießener Krimifestival und bisher über siebzig weitere Male aufgeführt. Die Aufführung am 22. November 2012 in der „Kulturrampe“ in Krefeld erschien als DVD bei der Turbine Media Group. Seitdem verfasste Gutzeit weitere Kommissar-Engelmann-Fälle, die in den Büchern „Tot ist tot, und Schnaps ist Schnaps!“ (September 2013) und „Kommste heut nicht, kommste morden!“ (September 2014) veröffentlicht wurden. Der Fall „Kaperfahrt ins Ungewisse“ erschien in der Anthologie „Mörderisches Moseltal“. Im Herbst 2014 wurde sein Kommissar-Engelmann-Theaterstück „Mord im Landcafé“ uraufgeführt. Im April 2015 erscheinen beim KBV-Verlag drei von Gutzeit gesprochene Kommissar-Engelmann-Fälle als inszenierte Hörbücher.
Mit immer wieder neuen Kommissar-Engelmann-Fällen – präsentiert in einer Mischung aus Theaterlesung, Live-Hörspiel, Kabarett und Krimikonzert – ist Gutzeit seit 2014 fast ganzjährig auf Tournee. Im April 2016 hatte zudem sein Engelmann-Musical "Mord bis der Arzt kommt" Premiere. Als Off-Erzähler bei diesem Stück fungierte der Schauspieler und Synchronsprecher Horst Naumann. Im Herbst 2018 erschien die CD "Jetzt kommt Krimi!" bei Rakete Medien, auf der 16 der beliebtesten Songs aus seinen Krimiprogrammen enthalten sind.

## Alben
- 1993 – Feinripp
- 2003 – Ölpumper
- 2003 – Sieben Siegel – Der Soundtrack
- 2004 – Immer woanders
- 2005 – Unten am Depot
- 2006 – Wuppertal, das Musical (mit Roland Geiger)
- 2007 – Großstadt Astronaut
- 2007 – Entschleuniger
- 2008 – Sascha Gutzeit
- 2009 – Trassenfieber
- 2010 – Monster of Rock
- 2010 – Von Babylon träumen … – Eine Kriminalgeschichte im San Francisco von 1942 / Das spannende und skurrile Detektivroman-Lesestück, ISBN 978-3-905802-08-5
- 2011 – Live auffe Fresse (mit David Rebel)
- 2012 – Der Mörder ist immer der Täter
- 2018 – Jetzt kommt Krimi!
- 2023 – Der falsche Mann

## Bühnenstücke
- 2007 – Das Wuppertal-Musical (mit Roland Geiger)
- 2009 – Trassenfieber
- 2010 – Monster of Rock
- 2011 – Mords-Geburtstag (mit Ralf Kramp und Carsten Sebastian Henn)
- 2012 – Herr Schrubb und sein Zahnputzabenteuer
- 2012 – Der Mörder ist immer der Täter
- 2014 – Leichen, Lieder & Lachsalven! (Leseshow)
- 2014 – Mord im Landcafé
- 2015 – Kommissar Engelmann – Seine spannendsten Fälle (Leseshow)
- 2015 – Weihnachten mit Kommissar Engelmann (Leseshow)
- 2016 – Mord bis der Arzt kommt
- 2017 – Kommissar Engelmann ermittelt...
- 2017 – Die Tote in der Kyll (Krimirevue)
- 2018 – Die Mosel-Show (Musical)
- 2019 – Kommissar Engelmann auf heißer Spur (Leseshow)[3]

## Hörspiele/Hörbücher (Auszug)
- 1999 – Die drei ??? – Vampir im Internet (Sprechrolle)
- 2001 – Hexenkarussell
- 2002 – Der Pfarrer mit den Laseraugen
- 2002 – Knochen im Schlick
- 2003 – Die drei @@@ und ihre 5-Minuten-Fälle (1. Staffel)
- 2003 – Die drei @@@ und ihre 5-Minuten-Fälle (2. Staffel)
- 2003 – Sieben Siegel – Die Rückkehr des Hexenmeisters
- 2003 – Sieben Siegel – Der Dornenmann
- 2004 – Die drei @@@ und ihre 5-Minuten-Fälle (3. Staffel)
- 2010 – Von Babylon träumen … – Eine Kriminalgeschichte im San Francisco von 1942 / Das spannende und skurrile Detektivroman-Lesestück, ISBN 978-3-905802-08-5
- 2015 – Kommissar Engelmann – Die Leiche, die sich aus dem Anzug haute
- 2015 – Kommissar Engelmann – Die Frau, die zu wenig wusste
- 2015 – Kommissar Engelmann – Abgrundtief tot
- 2016 – Die drei ??? – Die Rache des Untoten (Sprechrolle)
- 2022 – Die drei ??? und die Teufelsklippe (Sprechrolle)
- 2022 – Fünf Freunde und das unterirdische Versteck (Sprechrolle)

## Filmmusik
- 2006 – Dröppelmina & Wupperstrand (Musik zum Filmtitel)
- Frauentausch